# Hamoud ibn Mohammed
Hamoud ibn Mohammed (arabe : حمود بن محمد) est un sultan du protectorat anglais de Zanzibar qui a régné de 1896 à 1902. Il est intronisé à la suite du bombardement de Zanzibar et de la destitution de Khalid ibn Bargach qui n'avait pas été reconnu par l'Angleterre.
Soumis à la forte influence des britanniques, il est considéré comme souverain d'un gouvernement fantoche. C'est sous son règne qu'est aboli définitivement l'esclavage, le 5 avril 1897. Il est le père de Ali bin Hamud, qui lui succède comme sultan de Zanzibar. Il est distingué de l'Ordre de l'Étoile d'Inde.

## Biographie
Hamoud devient sultan avec le soutien du consul britannique nommé en 1895, (en) Basil Cave, à la mort de Sayyid Hamad bin Thuwaïni. Avant qu'il ne puisse entrer dans le palais, un autre candidat potentiel au trône, Sayyid Khalid bin Barghash, le neveu de Hamad, occupe le palais et se déclare sultan par un coup d'État. Les Britanniques répondent le lendemain, le 26 août 1896, en lançant un ultimatum à Khalid et à son entourage pour évacuer le palais à 9h00 le 27 août,. Lorsqu'il refuse, des navires de guerre britanniques tirent sur le palais et d'autres endroits stratégiques de la ville, les détruisant et faisant fuir Khalid et ce qui reste de ses partisans composés initialement de 2 800 hommes, après les blessures ou la mort de 500 d'entre eux, alors que l'armée britannique n'accuse aucune perte,,,.
Selon le Livre Guinness des records, la guerre anglo-zanzibarienne résultante a été la guerre la plus courte de l'histoire (30 à 40 minutes). Le même jour, Hamoud put assumer le titre de sultan, plus endetté que jamais envers les Britanniques.

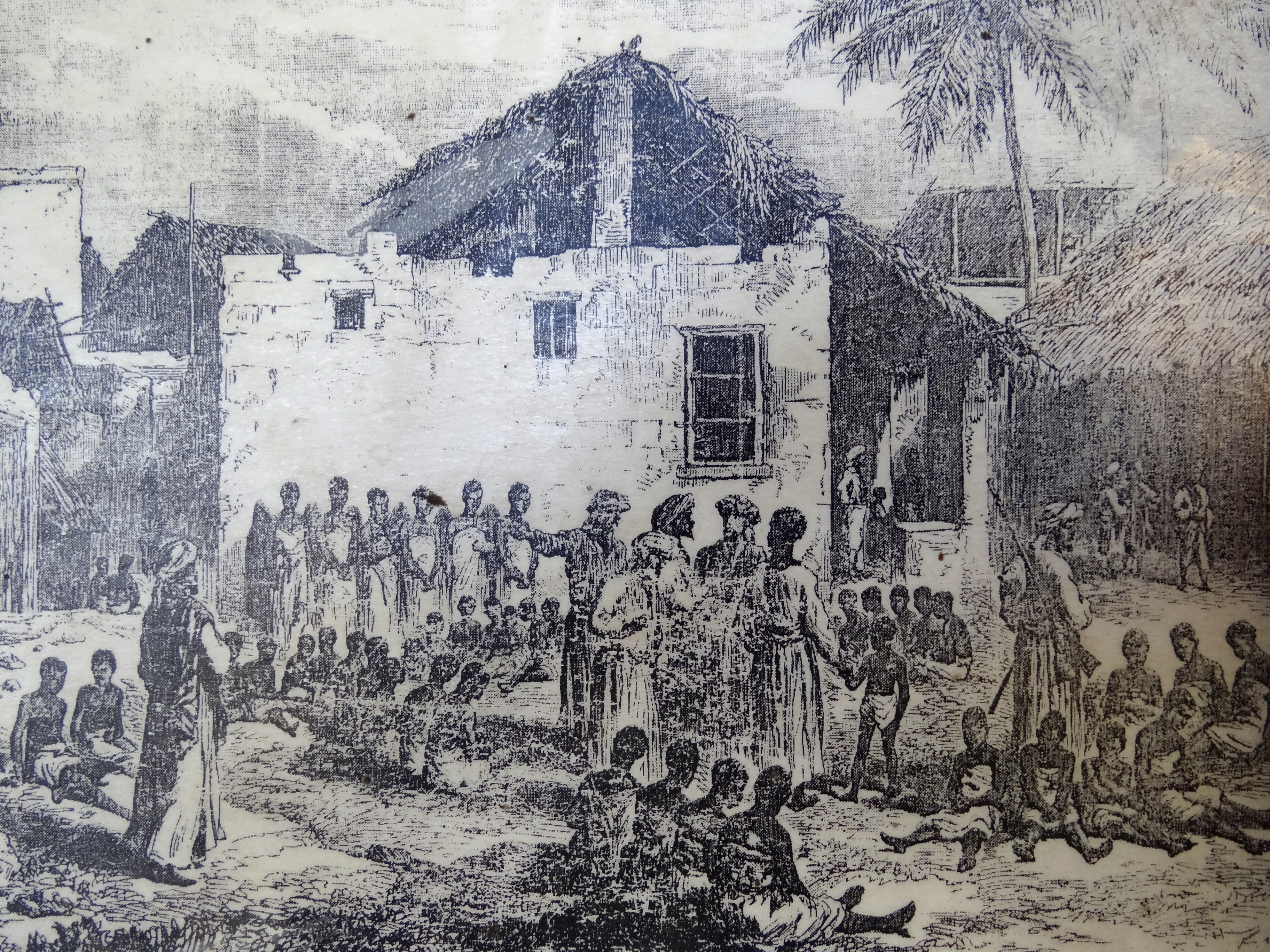
Marché aux esclaves devant l'église anglicane de Stone Town à Zanzibar, 1860

Selon la volonté britannique et l'influence de sir Cave, Hamoud a exigé que l'esclavage soit interdit à Zanzibar en 1897 et que tous les esclaves soient libérés, en octroyant des compensations financières à leurs propriétaires,. Il a cependant conservé certaines formes « douces » d'esclavage.
En 1899, le palais de Mahurubi dont les travaux venaient de se terminer est détruit par un incendie.
Son fils, le prince Ali bin Hamoud partit en Angleterre, accompagné par sir Cave, pour assister au couronnement du roi Edouard VII en 1902 mais durant leur absence, Hamoud mourut et Cave n'informa le prince que sur le chemin du retour vers Zanzibar. Ali apprit également que le gouvernement britannique l'avait choisi comme successeur de son père et qu'A. Rogers, était nommé régent jusqu'aux 21 ans du prince.
Les sultans de Zanzibar ne sont libérés de la tutelle britannique qu'en 1966.

## Descendance
Par sa femme Sayyida Khanfora bint Majid Al-Busaid (fille de Sayyid Majid bin Said Al-Busaid (1806–1856), premier sultan de Zanzibar), il a dix enfants :
- Sayyid Ali Al-Hamoud bin Busaid
- Sayyid Majid bin Hamoud Al-Busaid
- Sayyid Saoud bin Hamoud Al-Busaid
- Sayyid Taimur bin Hamoud Al-Busaid
- Sayyid Faisal bin Hamoud Al-Busaid
- Sayyid Muhammed bin Hamoud Al-Busaid
- Sayyida Matuka par bint Al-Hamoud Sayyida Busaid (qui se maria à Sayyid Khalifa bin Al-Harub Busaid, neuvième sultan de Zanzibar)
- Sayyida Boran bint Hamud Al-Busaid (qui se maria à Sayyid Said bin Ali, le fils du quatrième sultan de Zanzibar)
- Sayyida Mishan bint Hamoud Al-Busaid (jumelle de Boran)
- Sayyida Hakima bint Hamoud Al-Busaid

À sa mort en 1902, Hamoud ibn Mohammed est remplacé par son fils aîné, Sayyid Ali bin Hamoud .